# 阴三儿
阴三儿，是北京地下音乐圈的一支说唱团体，成立于2007年，由陈昊然（ijapa）、贾伟（jahjahway）和孟国栋（crazyman）三人组成。

## 歷程
陈昊然、贾伟和孟国栋三人相遇相識於酒吧，對说唱有興趣的三人，從2006年開始參與多場说唱Battle，逐漸獲得名氣。後於2007年3月組成说唱团体阴三儿。團體名稱中的「陰」字，並不是陰險的意思，而是含蓄、留点心眼儿，但不吹牛之意。陰三兒说唱歌曲的特色是把北京街頭的語言結合嘻哈的節拍。
2008年阴三儿為北京奧運會創作《北京欢迎你回来》一曲，被北京電視台播出，並獲得西雅圖時報、紐約時報的報導。2008年11月15日，阴三儿發行第一张专辑《未知艺术家》。2011年推出单曲《没完没了》。2013年推出第二张专辑《本性难移》。
2012年習近平當選新一屆中國共產黨中央委員會總書記後，要求知識分子和藝術家的作品應傳播“正能量”和黨的“社會主義核心價值”，而陰三兒作品的歌詞中充斥著髒話與尖銳的批判，導致陰三兒幾乎無法公開演出。2015年8月10日，阴三儿所演唱的17首歌曲被中华人民共和国文化部指其涉及宣扬淫秽、暴力、教唆犯罪或者危害社会公德的内容，列入“网络音乐产品黑名单”并下架。2015年9月，阴三儿在昆明結束演出返回北京時，成員陈昊然和贾伟被北京警方逮捕，拘留了五天後被無罪釋放。
之後陰三兒就鮮少有公開活動，成員各自的發展也不同。贾伟於2011年與馮笑、傑子成立了另一個饒舌團體龙胆紫，持續唱著饒舌歌。陈昊然在加入陰三兒前就是在中央音乐学院學音樂、吹单簧管，陰三兒停止活動後回歸古典樂，加入2022年於北京成立的爱乐汇交响乐团，任单簧管首席。孟国栋開酒吧當老闆。

## 評價
崔健於訪談中曾說：「现在也有一些乐队，比如说阴三儿，他们就唱北京的故事，那种真的是实时发生的事情。」
大张伟在訪談中提到：「我最喜欢阴三儿了，因为阴三儿倍儿北京。」
丁太升曾親自在一個知乎回答中給予評價：「不能认为阴三儿『上不了台面』，他们的歌词非常厉害，包括他们的表演，龙胆紫曾参加过14年我参与过的摩登音乐节，也是我个人非常喜欢的嘻哈组合。」
竇唯也曾給過正面的評價：「他们是一群很可爱的年轻人，那种力量我好像也曾经有过。」

## 作品

### 未知艺术家
- 黑
- 自由式
- 老师好
- 我不管
- 没钱没朋友
- 我又没说你
- 北京晚报
- 凭什么我买单
- 北京欢迎你回来
- 实况足球

### 没完没了
- 没完没了（feat. DJ WORDY）

### 本性难移
- Intro “Fa-bu-la-ba-ji”
- 燃烧吧火焰
- 北京混子
- 广林散
- “Da-la-di-la-da”
- 天生疯塔儿
- 龙宫宴请
- 爽歪歪
- 这条大街
- 都得死
- 没完没了
- 魔爪重生
- Outro

## 獎項
| 頒獎典禮         | 年份 | 獎項              | 提名對象       | 結果 | 參考   |
| ---------------- | ---- | ----------------- | -------------- | ---- | ------ |
| 华语音乐传媒大奖 | 2009 | 最佳新乐队组合    | 《未知艺术家》 | 提名 | [ 20 ] |
| 华语音乐传媒大奖 | 2013 | 最佳嘻哈/說唱藝人 | 《本性難移》   | 提名 | [ 21 ] |